# Tipula eyndhoveni
Tipula eyndhoveni är en tvåvingeart som beskrevs av Theowald 1972. Tipula eyndhoveni ingår i släktet Tipula och familjen storharkrankar.
Artens utbredningsområde är Algeriet. Inga underarter finns listade i Catalogue of Life.